# Batalion Kagnew
Batalion „Kagnew” (ang. „Kagnew” Batallions) – nazwa czterech rotacyjnych etiopskich oddziałów wojskowych podczas wojny koreańskiej (1950–53).

## Rys historyczny
Wojna koreańska wybuchła 25 czerwca 1950. W letniej kampanii armia Korei Północnej zyskała przewagę nas siłami Korei Południowej. Stany Zjednoczone Ameryki przeforsowały na forum ONZ wysłanie do Korei Południowej oddziałów wojskowych nazwanych „oddziałami ONZ” (aczkolwiek ONZ nie sprawował nad nimi dowództwa). W ich skład wszedł liczący 1200 żołnierzy etiopski batalion „Kagnew”, rekrutujący się z elitarnej Cesarskiej Gwardii Honorowej Kebur Zabangna. Nazwę oddziału nadano na cześć cesarza Menelika II. Na czele sił etiopskich stanął generał Mulugueta Bulli, zaś dowódcą batalionu został ppłk Teshome Irgetu.
Pierwszy Batalion „Kagnew” został sformowany w sierpniu 1950. Składał się z trzech kompanii strzeleckich. Etiopczycy, po 8-miesięcznym intensywnym przeszkoleniu wojskowym w górach Etiopii, przybyli na amerykańskim transportowcu do Korei Południowej na początku maja 1951, zaś do walki weszli w czerwcu tego roku. Zostali podporządkowani amerykańskiemu 32 Pułkowi Piechoty 7. Dywizji Piechoty. Przy batalionie istniał również pododdział medyczny, złożony z etiopskich sanitariuszek i lekarzy. Od kwietnia 1952 w Korei walczył, po wycofaniu pierwszego, drugi Batalion „Kagnew”, a od kwietnia 1953, po wycofaniu drugiego, trzeci Batalion „Kagnew”. Ogółem przewinęło się przez nie ponad 3500 etiopskich żołnierzy. Wyróżnili się oni podczas bitew o wzgórze Pork Chop, kiedy pod koniec stycznia 1953 dwa plutony batalionu zajęły wzgórze nazwane „Old Baldy” i utrzymały je przez dłuższy czas pomimo chińskiego kontrataku i bardzo silnego ognia artyleryjskiego.
Straty Etiopczyków podczas wojny koreańskiej wyniosły 121 zabitych i 536 rannych. Zyskali reputację jednego z najlepszych oddziałów spod znaku ONZ. Nigdy nie uciekali z zajmowanych pozycji, a żaden etiopski żołnierz nie trafił do niewoli. Wielu Etiopczyków zostało odznaczonych amerykańskimi i południowokoreańskimi medalami wojskowymi. Po powrocie do Etiopii cesarz Haile Selassie I odznaczył ppłk. T. Irgetu i por. Haptewolda Mamo najwyższym etiopskim medalem i tytułem „Rycerzy w Służbie Cesarza Menelika”. Po zawarciu rozejmu 27 lipca 1953, do Korei przybył jeszcze czwarty Batalion „Kagnew”, ale nie zdążył wziąć udziału w walkach. Ostatni etiopscy żołnierze wyjechali dopiero na pocz. stycznia 1965.